# Hermanas de la Santísima Madre de los Dolores
El Instituto Hermanas Franciscanas de la Santísima Madre de los Dolores (oficialmente en italiano: Suore francescane della Santissima Madre Addolorata) es una congregación religiosa católica femenina de derecho pontificio fundada por la religiosa alemana María Francisca de la Cruz, en Roma en 1885. El instituto también es conocido como Hermanas de la Santísima Madre de los Dolores y a sus miembros les llaman hermanas de la Dolorosa. Estas posponen a sus nombres las siglas S.S.M.

## Historia

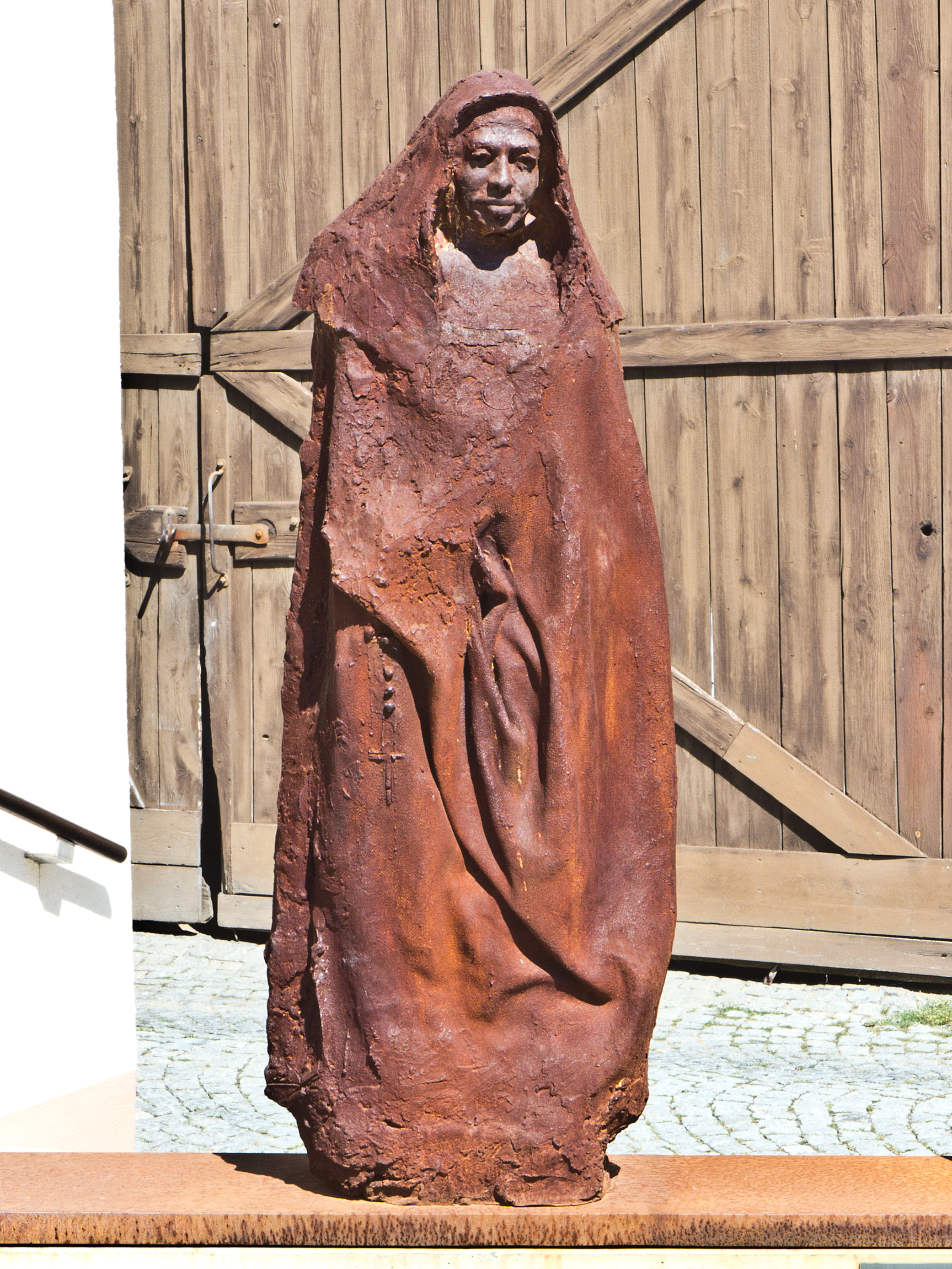
Estatua de María Francisca de la Cruz (1844-1911), fundadora de la congregación, en Mellrichstadt, su pueblo natal.

La religiosa franciscana alemana Amelia Streitel (de las Hermanas Franciscanas de Santa María), junto con el sacerdote también alemán Francisco Jordán, fundó el Instituto Católico de Enseñanza, como rama femenina de la Sociedad del Divino Salvador, en Roma. Sin embargo entre los dos fundadores hubo ciertas diferencias, por lo que Streitel, con la aprobación y bajo la dirección de Giorgio Jacquemin, se independizaron de la rama masculina y formaron un instituto diverso, tomando el nombre de Hermanas de la Dolorosa de Roma, el 7 de septiembre de 1885. Amelia hizo su profesión religiosa en el nuevo instituto tomando el nombre de María Francisca de la Cruz.
La congregación se extendió principalmente por los Estados Unidos de América y luego por Europa. Con la aprobación del Ministro general de la Orden de Frailes Menores, el instituto ingresó a la Familia Franciscana, el 9 de febrero de 1904. Las hermanas de la Dolorosa recibieron la aprobación pontificia, mediante el decreto de alabanza del 6 de marzo de 1911.

## Organización
La congregación es un instituto de derecho pontificio centralizado, cuyo gobierno recae en la superiora general, que en la actualidad es la religiosa Teresina Marra. La casa general se encuentra en Roma.
Las religiosas de este instituto se dedican a la educación de la infancia, el cuidado de enfermos y de los ancianos. Además de otras obras de apostolado según las necesidades de las iglesias particulares en las que se encuentran.
En 2015, la congregación contaba con unas 264 religiosas y unas 53 casas, presentes en Alemania, Austria, Brasil, Estados Unidos, Granada, Italia, República Dominicana, Santa Lucía, Tanzania y Trinidad y Tobago.